# (9572) 1988 RS6
A (9572) 1988 RS6 egy marsközeli kisbolygó. Henri Debehogne fedezte fel 1988. szeptember 8-án.